# Alison Korn
Alison Korn, född den 22 november 1970 i Ottawa i Kanada, är en kanadensisk roddare.
Hon tog OS-brons i åtta med styrman i samband med de olympiska roddtävlingarna 2000 i Sydney.